# Прості істини
«Прості істини» — російський молодіжний комедійний телесеріал (ситком) виробництва компанії «Синебридж».
Серіал складається з двох основних частин. В першій частині основна сюжетна лінія побудована навколо учнів 11-го класу та їх вчителів. Після випуску (кінець першої частини) головними героями серіалу стають учні 10-Б класу та нові вчителі, навколо яких розгортаються події другої частини.

## Головні герої

### Працівники школи
- Борис Невзоров — Борис Іванович Комаров, директор школи (вчитель історії)
- Олена Мольченко — Апраксина Ніна Андріївна, завуч школи (вчитель фізики)
- Олена Мельнікова — Рузина Марина Леонідівна, завуч школи (вчитель математики)
- Наталія Чернявська — секретар Румянцева Тамара Іванівна
- Анна Ісайкіна — Моторина (Денисова) Євгенія Миколаївна, вчитель літератури
- Ольга Будіна — Маркелова Віра Сергіївна, вчитель англійської мови
- Віктор Низовий — Авдєєв Сергій Едуардович, вчитель фізкультури
- Антоніна Венедиктова — Смирнова Олена Павлівна, вчитель хімії
- Ольга Кузіна — Виноградова Маргарита Валентинівна, вчитель англійської мови.
- Михайло Поліцеймако — Пушкін Олександр Сергійович, вчитель астрономії та фізики
- Ельвіра Болгова — Бородіна Ольга Дмитрівна, вчитель хімії
- Ірина Томська — Вишневська Ірина Сергіївна, вчитель хімії
- Павло Сметанкін — Трофимов Андрій Михайлович, вчитель біології
- Ольга Бітюцка — Ольга Давидівна, вчитель початкових класів
- Ольга Погодіна — Ольга Дмитрівна Бородіна, вчителька хімії

### Учні 11-Б класу (перший сезон)
- Юлія Трошина — Аліса Аржанова
- Юрій Макеєв — Андрій Дангулов
- Анна Цимбалістова — Єлизавета Самусенко
- Інна Асліян — Карина Геворкян
- Анастасія Козлова — Поліна Старостіна
- Олексій Ільїн — Олексій Бурундуков
- Артем Семакін — Артем Зюляєв

### Учні 10-Б та 11-Б класу (другий сезон)
- Тетяна Арнтгольц — Катерина Трофимова
- Анатолій Руденко — Дмитро Карпов
- Вадим Утєнков — Максим Єгоров
- Марина Черепухина — Лідія Іванова
- Іван Похмелкін — Данило Ванштейн
- Анастасія Задорожна — Анжеліка Селіверстова
- Дмитро Виноградов — Руслан Алішеров
- Антон Храпов — Анатолій Волков
- Кирило Канахин — Федір Бакланов
- Дмитро Єрмілов — Олексій Калітін
- Ніна Філімошкіна — Ксенія Лисицина